# Baten Kaitos (stella)
Baten Kaitos (ζ Ceti / 55 Ceti / HD 11353), è una stella della costellazione della Balena, di magnitudine apparente +3,74. Il nome deriva dalla parola araba baṭn al-qayṭus, che significa "il ventre della balena"

## Osservazione
Si tratta di una stella situata nell'emisfero celeste australe, ma molto in prossimità dell'equatore celeste; ciò comporta che possa essere osservata da tutte le regioni abitate della Terra senza alcuna difficoltà e che sia invisibile soltanto molto oltre il circolo polare artico. Nell'emisfero sud invece appare circumpolare solo nelle aree più interne del continente antartico. Essendo di magnitudine 3,74, la si può osservare anche dai piccoli centri urbani senza difficoltà, sebbene un cielo non eccessivamente inquinato sia maggiormente indicato per la sua individuazione.
Il periodo migliore per la sua osservazione nel cielo serale ricade nei mesi compresi fra settembre e febbraio; da entrambi gli emisferi il periodo di visibilità rimane indicativamente lo stesso, grazie alla posizione della stella non lontana dall'equatore celeste.

## Caratteristiche fisiche
Si tratta di una gigante arancione distante 260 anni luce dalla Terra con una magnitudine apparente pari a 3,74. La sua luminosità è 260 volte quella del Sole, il diametro è ben 25 volte superiore, la massa 3 volte quella solare.
La stella è una binaria spettroscopica, ha una debole compagna della quale si sa solamente il periodo orbitale, pari a 4,5 anni.
Viene classificata anche come stella al bario, nonostante questo elemento sia presente in quantità minore rispetto ad altre stelle di questa classe.